# WhenU
WhenU es una agencia de publicidad por Internet, que lleva publicidades a las computadoras de los usuarios a través de programas que ofrece gratuitamente, como WhenU.SearchBar. Considerados por muchos como una forma de adware, el software de WhenU no se suele distribuir directamente al consumidor (a menos que usted lo descargue desde su sitio web), sino que se adjunta a otros programas, como Daemon Tools, Ares Lite, Ares Gold, Twister MP3, BSplayer, entre otros muchos.

## Problemas de seguridad
El software de WhenU es a menudo considerado adware o spyware. Se le considera indeseado, o un riesgo a la seguridad. Algunas fuentes externas, como McAfee SiteAdvisor, han etiquetado a WhenU como algo "desagrable"; otros dicen que el software de WhenU no cumple con su propia política de privacidad. Por su parte, WhenU dice que su software respeta la privacidad de sus usuarios y que puede ser fácilmente desinstalado.